# G-70
G-70 — гибридный ракетный двигатель компании Gilmour Space Technologies, создававшийся для ракеты-носителя One Vision. В двигателе использовалось фирменное твёрдое топливо на основе полиэтилена, в качестве окислителя использовалась перекись водорода. Твёрдотопливная шашка двигателя печаталась с помощью фирменного 3D-принтера. В двигателе использовалась одна камера сгорания и одно сопло. В конструкции двигателя широко применялись аддитивные технологии для производства различных элементов. Кроме деталей, произведённых собственными силами, в конструкции двигателя использовались элементы выпущенные другими компаниями.
G-70 прошёл полный цикл наземных испытаний, включающий прожиги, в том числе при пониженном атмосферном давлении. Двигатель использовался для единственной попытки запуска суборбитальной ракеты One Vision 29 июля 2019 года, которая закончилась аварией. В ходе расследования выяснилось, что из-за ошибки монтажа датчика давления произошло разрушение регулятора давления — одной из немногих деталей, изготовленной сторонним производителем. Больше G-70 не использовался, но опыт его создания был применён при разработке двигателя Sirius — следующего ракетного двигателя Gilmour Space Technologies.

## История разработки
Двигатель G-70 является следующим этапом разработки Gilmour Space Technologies гибридных ракетных двигателей. На предыдущем этапе использовалось твёрдое топливо на основе ABS-пластика и в роли окислителя закись азота. В G-70 используется топливо собственной разработки, состав которого не раскрывается, а в качестве окислителя концентрированная перекись водорода.
Выбор технологии гибридного двигателя (твёрдое топливо + жидкий окислитель) был обусловлен технической простотой изготовления и эксплуатации: для такого двигателя не требуется компонентов с низкой температурой, нет необходимости в мощных и тяжёлых турбоагрегатах и т. д. При этом выбранная схема обладает недостатками: такие двигатели плохо масштабируются и на их основе трудно сделать ракету-носитель для большой массы полезной нагрузки. Именно простота гибридного ракетного двигателя позволила SpaceShipOne выиграть Ansari X Prize в 2004 году и проблемы масштабирования значительно увеличили время разработки SpaceShipTwo.
Gilmour Space Technologies при разработке G-70 учли опыт американских разработчиков и уделили большое внимание формированию внутреннего профиля топливной шашки двигателя. Для этого компания приняла решение использовать аддитивные технологии для 3D-печати топливных шашек. Топливная шашка, имеющая специальный профиль, печатается на 3D-принтре собственной конструкции.
Использование окислителя на основе 87 % — 91 % перекиси водорода позволило создать систему управления тягой двигателя. Так как количество топлива в камере сгорания остаётся неизменным (камера сгорания одновременно является топливной шашкой), то регулирование тяги осуществляется за счёт регулирования количества подаваемого окислителя. В G-70 тяга может дросселироваться от 10 % до 100 %.

## Испытания
| Год  | Дата       | Время  | Тяга  | Объявленное название                                             | Комментарий                                                                            |
| ---- | ---------- | ------ | ----- | ---------------------------------------------------------------- | -------------------------------------------------------------------------------------- |
| 2017 | декабрь    |        | 45 кН | «Gilmour Space Technologies passes 1st orbital engine test»      | Первое испытание                                                                       |
| 2017 | декабрь    |        | 45 кН |                                                                  | Испытание при низком атмосферном давлении                                              |
| 2018 | 4 января   |        | 45 кН | «45 kN low pressure hybrid rocket engine test»                   | [ 5 ] [ 3 ]                                                                            |
| 2018 | февраль    |        | 70 кН | «Gilmour Space G70 Orbital Engine Test» (Feb 2018)               | Испытано дросселирование от 10 % до 100 %                                              |
| 2018 | 6 марта    |        | 70 кН | «70 kN thrust in world’s largest single-port hybrid engine test» | [ 9 ]                                                                                  |
| 2018 | 29 мая     | 12 сек | 75 кН | «75 kN (16,900 lbs) full duration test-fire»                     | После успешного испытания компания заявила о готовности провести суборбитальный запуск |
| 2018 | 19 августа | 17 сек | 80 кН | «80 kN record thrust in large hybrid engine test»                |                                                                                        |

После испытания 6 марта 2018 года бывший заместитель администратора НАСА Дава Ньюман высоко оценила успехи G-70:
Gilmour Space становится новым серьёзным игроком на мировом рынке малых запусков.

## Применение
Изначально Gilmour Space Technologies планировала использовать G-70 в орбитальной ракете-носителе, запуск которой планировался на 2020 год.
На практике G-70 использовался в суборбитальной ракете собственного производства One Vision, попытка запуска которой была предпринята единственный раз. Запуск закончился аварией, причиной стало разрушение двигателя G-70. При аварии никто из испытательной команды не пострадал.
29 июля 2019 года во время подготовки к запуску за 9 секунд до возгорания топлива произошла авария, приведшая к разрыву ракеты на две части. В ходе расследования происшествия выяснилось, что причиной аномалии стал дефект регулятора давления бака окислителя. Регулятор давления не смог поддерживать правильный профиль изменения давления, что привело к повреждению бака и самой ракеты. Топливный бак был разорван и верхняя часть ракеты отброшена от стартового устройства. Ракета полностью вышла из строя, но пожара не произошло. Регулятор был изготовлен сторонней компанией. В своём заявлении Gilmour Space Technologies отмечало безопасность выбранной технологии: несмотря на повреждение бака и корпуса ракеты взрыв или пожар не произошли — это является одним из преимуществ гибридного двигателя G-70.
Расследование аварии выявило последовательность событий, приведших к разрушению ракеты. При наземной подготовке запуска была отработана схема подключения проводки датчиков давления гелия, но в ходе подключения непосредственно перед стартом схема была изменена. Причина изменения не была выявлена. По новому подключённые датчики выдавали характеристики давления с задержкой. Когда поступила команда на повышение давления в баке окислителя, датчики демонстрировали замедленную динамику вместо реальной. В результате в баке произошло критическое превышение давления, что привело к разрушению стенки по окружности бака.